# يو إف سي 11
يو إف سي 11: أرضية الإثبات (بالإنجليزية: UFC 11: The Proving Ground)‏ هو حدث لفنون القتال المختلطة نظمته يو إف سي، أُقيم في 20 سبتمبر 1996، على جيمس براون أرينا في أوغستا، جورجيا، الولايات المتحدة.